# 庄田耕峯
庄田 耕峯（しょうだ こうほう、明治10年〈1877年〉9月25日 - 大正13年〈1924年〉7月1日）とは、明治時代から大正時代にかけての日本画家、版画家、狂歌師。

## 来歴
尾形月耕の門人。本名は庄田完、東京神田で旧幕臣の庄田安康の次男として生まれる。耕峯、長春居と号す。中学校を卒業後、月耕のもとに入門し歴史人物画や美人画などを学び、中央新聞社に入って挿絵を描く。明治28年（1895年）に開催された日本青年絵画協会第4回絵画共進会に出品した「人形舞図」で三等褒状を、明治30年（1897年）の日本絵画協会第2回絵画共進会に出品した「亀井戸追儺神事」で二等褒状を得た。明治40年（1907年）に開かれた第1回文展においても銅牌を受領している。明治末期から大正初期にかけて長谷川武次郎という版元から新版画を発表している。これ以後は画壇を離れ、下谷区上根岸御隠殿に住み雲廼家蜂助、連辞公子などと号し専ら狂歌や狂詩などで活躍した。享年48。

## 作品
- 「春美人」　絹本着色　悳俊彦コレクション
- 「大晦日（下町風景）」　木版画（長谷川版）　ムラー・コレクション
- 「月夜の湖畔」　木版画（長谷川版）
- 「夜の大橋」　木版画（長谷川版）
- 「紅葉」 木版画（長谷川版）